# Reiner Steinweg
Reiner Steinweg (* 29. Juni 1939 in Pähl) ist ein deutscher Friedens- und Konfliktforscher sowie Theater- und Erzählpädagoge, der zunächst als Brecht-Forscher bekannt wurde.

## Werdegang
Steinweg verbrachte seine frühe Kindheit in Schlesien. Kurz vor Kriegsende floh die Mutter mit ihm und seinen drei jüngeren Geschwistern über Böhmen nach Ostwestfalen-Lippe. Sein Vater – promovierter Jurist bei der Reichsbahn – starb als Soldat Anfang Mai 1945 auf dem Balkan. Nach dem Abitur 1959 in Lemgo studierte er an verschiedenen Universitäten, u. a. in Paris, Literaturwissenschaft und Geschichte, machte 1965 in Kiel das Staatsexamen und promovierte dort 4 Jahre später über „Brechts Theorie der Lehrstücke. Ein Theorie-Praxis-Modell“. Ab 1969 war er als Deutschlehrer in der Heimvolkshochschule Hesbjerg bei Odense/Dänemark tätig und zugleich Mitglied im Kollegium des Peace Research College Hesbjerg. 1971 begann er ein Zweitstudium der Politikwissenschaft und Soziologie mit Schwerpunkt Friedens- und Konfliktforschung in Frankfurt am Main mit einem Stipendium der gerade gegründeten Berghof Stiftung für Konfliktforschung.
Bereits während der Studienzeit wurde er Mitglied im Hamburger Aktionskreis für Gewaltlosigkeit und nahm 1961 von Osnabrück bis Moskau am „San-Francisco-Moscow March for Peace“ (Unilateral Disarmament) teil, organisiert vom Committee for Nonviolent Action (Abraham Muste / Bradford Lyttle), organisierte er im Auftrag des Komitees gegen Atomrüstung den Ostermarsch in München und der Region Süd, gemeinsam mit Carl Amery (1962), war er tätig als Kantor der Christengemeinschaft in Kiel und führte „Das neue Jerusalem“ von Klaus Harlan auf (1967) und verfasste gemeinsam mit Jens Ihwe ein Memorandum zur Gründung eines deutschen Instituts für Friedensforschung (1968).
1971 schloss er seine erste Ehe mit Erica von Wrangell, aus der eine 1975 geborene Tochter hervorging. Aus einer zweiten Ehe mit Ulrike Breitwieser ging 1986 ein Sohn hervor.

## Leben und Werk
Steinweg verband Forschungs- und Lehrtätigkeiten, Gremienarbeit und politische Praxis. Aufbauend auf seine Dissertation (1969) über die Lehrstücke Bertolt Brechts entwickelte er in den 1980er Jahren einen Ansatz für selbstreflexive friedenspolitische Bildungsarbeit, der auch Ausgangspunkt der Forschungsprojekte „Jugend und Gewalt“ (1980–1986), „Gewalt in der Stadt“ (1989 bis 1994 im Auftrag des Grazer Büros für Frieden und Entwicklung), „Vorbereitung auf existentielle Konflikte in Ausbildung, Gruppe und Beruf“ (1994–1997, gemeinsam mit Eva Maringer) und „Arbeitsklima und Konfliktpotential“ der Arbeiterkammer Linz (1997–1999) war, die er mit einer Reihe von Publikationen abschloss. Seit 1996 engagierte er sich für die Umsetzung des Konzepts der gewaltfreien Kommunikation nach Marshall Rosenberg durch Trainings und Veröffentlichungen. 2011 veröffentlichte er einen Sammelband „Gewaltfreie Aktion. Erfahrungen und Analysen“ (gemeinsam mit Ulrike Laubenthal).
1972 bis 1974 organisierte Steinweg Tagungen und Kongresse der Arbeitsgemeinschaft für Friedens- und Konfliktforschung (AFK), einer Wissenschaftsvereinigung aus allen akademischen Disziplinen. 1972 bis 1980 organisierte er mehrere Veranstaltungen in Frankfurt am Main als Mitglied des Sozialistischen Büros. 1974 bis 1988 war er Redakteur der „Friedensanalysen“ in der edition suhrkamp als Mitarbeiter der Hessischen Stiftung Friedens- und Konfliktforschung, 1976 bis 1984 erhielt er einen Lehrauftrag an der Universität Frankfurt am Main. zu Fragen der Gewaltfreiheit, der Bürgerinitiativen-Bewegung, sozialpsychologischen Aspekten von Krieg und Frieden, u. a. zum Zusammenhang von Männlichkeitswahn und Krieg, sowie zur Theaterpädagogik; ferner übte er eine Lehrtätigkeit an der Fachhochschule Frankfurt am Main zur Theater- und Erzählpädagogik aus.
1979 bis 1986 war er Mitbegründer und Beiratsmitglied, später für drei Jahre Mitvorsitzender der Bildungs- und Begegnungsstätte für gewaltfreie Aktion / Kurve Wustrow bei Gorleben. 1984–85 Organisator der Kampagne „Produzieren für das Leben. Rüstungsexporte stoppen“ (Pax Christi, Ohne Rüstung Leben, Versöhnungsbund). 1985 bis 1994 war er Redakteur des jährlichen „Friedensberichts“ des Österreichischen Studienzentrums für Frieden und Konfliktlösung (ÖSFK). 1987 bis 2004 war er Leiter der Außenstelle Linz des ÖSFK.
1989 bis 1992 war Steinweg Lehrbeauftragter an Universitäten in Sao Paulo, Innsbruck, Salzburg und Wien, seit 2009 auch an der Fachhochschule Osnabrück / Theaterpädagogisches Institut Lingen, und seit 2012 an der „European Peace University“ (EPU) in Stadtschlaining im Burgenland. 1998 bis 2000 leitete er den Aufbau der Abteilung „Wege aus der Alltagsgewalt“ des „Europäischen Museums für Frieden“ in der Friedensburg Schlaining. 2001 bis 2002 war er kommissarischer Leiter des Berghof-Forschungsinstituts für konstruktive Konfliktbearbeitung in Berlin.
Als Berater der Friedensstadt Linz entwarf er seit 1988 die jährlichen „Friedenserklärungen“ der Stadt Linz und initiierte 1993 eine Linzer Delegation in den Kosovo sowie daran anschließend 1999 den „Linzer Appell für Friedenspolitik“, aus dem 2003 der Vorschlag einer United Nations Commission for Peace and Conflict Prevention (UNCOPAC) und das Forum Crisis Prevention hervorgingen. 2006 war er nach dem Libanonkrieg einer der Autoren des „Manifests der 25“ für eine veränderte deutsche Nahost-Politik und vertrat dieses Konzept 2008 auf Einladung der Friedrich-Ebert-Stiftung in Israel.
Seit 2017 ist er Ehrenmitglied der Friedensakademie Linz.

## Schriften (Auswahl)
Neben der hier angeführten Auswahl seiner Monografien und Sammelbände veröffentlichte Steinweg viele Aufsätze in zahlreichen Periodika und Sammelbänden
als Herausgeber
- Bertolt Brecht: Die Maßnahme. Suhrkamp, Frankfurt/M. 1972 (mit Spielanleitung von R. S.)
- Friedensanalysen. Für Theorie und Praxis. Suhrkamp, Frankfurt/M. 1976–1999 (24 Bde.)
- Die neue Friedensbewegung. Analysen aus der Friedensforschung. Suhrkamp, Frankfurt am Main 1982, ISBN 3-518-11143-4.
- Friedensbericht. Friedensforscher zur Lage. Österreichisches Studienzentrum für Frieden und Konfliktlösung, Stadtschlaining, 1984–1993 (10 Bde.)
- Erziehung zum Kritischen Denken. Texte und Wirkungen des Lehrers Heinz Schultz. Brandes & Apsel,  Frankfurt/M. 1993, ISBN 3-86099-109-4 (zusammen mit Volkhard Brandes)
- Erzählen was ich nicht weiß. Die Lust zu fabulieren und wie sie die politische, soziale und therapeutische Arbeit bereichert. Schibri-Verlag, Berlin 2006, ISBN 3-937895-14-0

als Autor
- Weil wir ohne Waffen sind. Ein theaterpädagogisches Forschungsprojekt zur Politischen Bildung. Nach einem Vorschlag von Bertolt Brecht. Brandes & Apsel, Frankfurt/M. 1986, ISBN 3-925798-22-6 (zusammen mit Wolfgang Heidefuß und Peter Petsch)
- Gewalt in der Stadt. Wahrnehmungen und Eingriffe, das Grazer Modell. Agenda-Verlag, Münster 1994, ISBN 3-929440-22-9 (zusammen mit der "Arbeitsgruppe Gewalt in der Stadt")
- Stadt ohne Gewalt. Verminderung, Vermeidung, Vorbeugung. Die Grazer Vorschläge. Agenda-Verlag, Münster 1994, ISBN 3-929440-20-2
- Das Lehrstück. Brechts Theorie einer politisch-ästhetischen Erziehung. Brandes & Apsel, Frankfurt/M. 1995, ISBN 3-86099-250-3
- Konstruktive Haltungen und Verhaltensweisen in institutionellen Konflikten. Erfahrungen, Begriffe, Fähigkeiten (Berghof-Report; 3). Berghof-Forschungszentrum für Konstruktive Konfliktbearbeitung, Berlin 1997 (zusammen mit Eva Maringer)
- Arbeitsklima und Konfliktpotential. Erfahrungen aus oberösterreichischen Betrieben (WISO-Dokumente; 45). ISW-Verlag, Linz 1999
- GewaltAuswegeSehen. Anregungen für den Abbau von Gewalt. (edition lex liszt 12). Oberwart 2000, ISBN 3-932444-08-6 (zusammen mit Eva Maringer)

1. "Textband"
2. Ausstellung "Wege aus der Alltagsgewalt" (1 CD-ROM)